# Дибиров, Тимур Магомедович
Тимур Магомедович Дибиров (род. 30 июля 1983, Петрозаводск) — российский гандболист, левый крайний. мастер спорта России международного класса.

## Биография

### Детство
Тимур Дибиров родился в Петрозаводске. По национальности аварец, родом из Ахвахского района Дагестана.

### Спортивная карьера

#### Клубная игра
Тимур Дибиров — воспитанник ставропольского гандбола. Начал заниматься гандболом в 1996 году в ДЮСШ у А. Н. Гумянова.
С 2001 года играл в клубе «Лада-ЦСК ВВС», летом 2004 года перешёл в «Чеховские медведи». Многократный чемпион России.

#### Игра за сборную
Участник Олимпиады-2008 в Пекине. На Олимпиаде он сыграл 8 матчей, в которых забил 14 мячей.
На чемпионате мира 2013 года, где сборная России дошла до четвертьфинала, забил 46 мячей, став самым результативным игроком российской команды и третьим по результативности среди всех участников турнира, вошёл в символическую сборную чемпионата как лучший левый крайний.

## Учёба
В 2004 году окончил Московскую юридическую академию.

## Личная жизнь
Женат на гандболистке Ирине Полторацкой. Воспитывают двоих детей - сына Мурада и дочь Тиану.

## Достижения

### Командные
«Чеховские медведи»
- Обладатель Кубка обладателей Кубков: 2006
- Чемпион России: 2004, 2005, 2006, 2007, 2008, 2009, 2010, 2011, 2012, 2013
- Обладатель Кубка России: 2009, 2010, 2011, 2012, 2013

«Вардар»
- Победитель Лиги чемпионов: 2017, 2019
- Бронзовый призёр клубного чемпионата мира: 2017
- Чемпион Македонии: 2015, 2016, 2017, 2018, 2019, 2021, 2022
- Серебряный призёр Македонии: 2014
- Обладатель Кубка Македонии: 2014, 2015, 2016, 2017, 2018, 2021, 2022
- Обладатель Суперкубка Македонии: 2017, 2018, 2019
- Победитель СЕХА-лиги: 2014, 2017, 2018, 2019
- Серебряный призёр СЕХА-лиги: 2016

«Загреб»
- Чемпион Хорватии: 2023, 2024, 2025
- Обладатель Кубка Хорватии: 2023, 2024, 2025

### Личные
- Лучший левый крайний Лиги чемпионов: 2013/14, 2018/19
- Медаль «За заслуги перед Македонией» (5 июня 2017 года, Македония)[6].